# Margot Wallström
Margot Elisabeth Wallström (Kaagedalen, Suècia 1954) és una política sueca que formà part de la primera Comissió Europea presidida per José Manuel Durão Barroso.

## Biografia
Va néixer el 28 de setembre de 1954. Després de cursar els estudis secundaris va estudiar a la Universitat Tecnològica de Chalmers, situada a la ciutat de Göteborg. Posteriorment va treballar com a executiva d'una cadena de televisió, per la qual cosa està familiaritzada amb el funcionament dels mitjans de comunicació.

## Activitat política

### Política nacional
El seu primer contacte amb la política l'inicià l'any 1979 en ser escollida diputada al Parlament de Suècia com a membre del Partit Socialdemòcrata Suec (SDWP). L'any 1988 fou nomenada Ministra de Protecció dels Consumidors, Dones i Joventut en el govern de Ingvar Carlsson, càrrec que va mantenir fins al 1991. Posteriorment entre 1994 i 1996 Ministra de Cultura, altre cop sota el govern de Carlsson, i entre 1996 i 1998 Ministra d'Assumptes Socials en el govern de Göran Persson, dimitint del seu càrrec el.
Després de la victòria socialdemòcrata en les eleccions legislatives del setembre de 2014 fou nomenada Ministra d'Afers Exteriors.

### Política europea
L'any 1999 fou proposada pel govern del seu país per esdevenir Comissària Europea, sent la segona sueca en aconseguir aquest càrrec. En el nomenament de la Comissió Prodi va esdevenir, el setembre d'aquell any, Comissària de Medi Ambient, càrrec que va mantenir fins al novembre de 2004.
En la formació de la Comissió Barroso fou nomenada el novembre de 2004 Vicepresidenta de la Comissió Europea i Comissària de Relacions Institucionals i Estratègia de Comunicació.
El 2010, després de deixar la comissió entrà a formar part de l'ONU com a alt representant contra la violència sexista a les zones mundials amb conflictes.